# ویسنته آرایا
ویسنته آرایا (انگلیسی: Vicente Arraya; ۲۵ ژانویهٔ ۱۹۲۲ – ۲۱ نوامبر ۱۹۹۲) بازیکن فوتبال اهل بولیوی بود.
از باشگاه‌هایی که در آن بازی کرده‌است می‌توان به باشگاه فوتبال استرونگست اشاره کرد.
وی همچنین در تیم ملی فوتبال بولیوی بازی کرده‌است.